# Miopsalis silhavyi
Miopsalis silhavyi is een hooiwagen uit de familie Stylocellidae. De originele naamcombinatie (protoniem) was Stylocellus silhavyi Rambla, 1991.